# Bois augmenté
Le bois augmenté est un matériau à base de bois créé par le chercheur français Timothée Boitouzet, combinant des caractéristiques mécaniques améliorées. En outre, ce matériau s'avère être translucide et moins sensible au pourrissement.

## Origine
Timothée Boitouzet, architecte ayant commencé sa formation au Japon, étudie ensuite la biologie moléculaire à l'Université Harvard, avant d'obtenir une bourse de recherche au Media Lab du MIT. Après avoir identifié la lignine comme responsable de la combustibilité du bois, il réussit à la remplacer par une résine chimiquement plus stable. Ce procédé rend en outre le bois augmenté imputrescible,. 
Il dépose dix-sept brevets à ce sujet et crée l'entreprise, Woodoo, en 2016,,. Le procédé a reçu quarante prix,.

## Production
Le procédé fait appel à des solvants verts et à du dioxyde de carbone supercritique, en restant peu coûteux en énergie[source secondaire nécessaire].
Woodoo installe sa première usine à Troyes, les deux suivantes à Pont-sur-Seine et Lyon ; mais son modèle économique est celui d'un procédé  fabless, c’est-à-dire qu’elle installe ses machines, ses procédés et ses équipes sur les sites de ses sous-traitants. À terme, le but de l'entreprise est de transformer le bois sur le lieu de production, dans les scieries,,.

## Utilisation

### Construction
L'utilisation prévue est la construction en bois. Outre la plus grande résistance du bois augmenté, qui permet d'envisager des utilisations pour des constructions plus ambitieuses, ce matériau permet d'envisager l'utilisation d'essences peu employées pour la construction, comme le charme, le tremble ou le peuplier. Il constituerait  également un moyen d'éviter le pourrissement d'arbres non utilisés.
Mais l'entreprise vise dans un premier temps une utilisation dans les domaines du design et du mobilier, puis en second œuvre, dans les façades, toitures et planchers, enfin dans les éléments structurels,.
Un projet de Woodoo est de construire une tour de trente-cinq étages avec une structure en bois augmenté.

### Sous-produits
Par ailleurs, la lignine extraite est une ressource possible, notamment comme carburant vert : son extraction en fait un coproduit rentable.

### Usages liés à la translucidité et à la conductivité
Le bois augmenté possède la caractéristique, inattendue, d'être translucide, ce qui lui confère un potentiel de substitut des matières plastiques.
Par ailleurs, le bois augmenté s'avère être conducteur électrique. L'industrie automobile pourrait envisager des applications, notamment pour des écrans tactiles ou du moins des panneaux tactiles,.